# Crataïs
Dans la mythologie grecque, Crataïs (également orthographiée Crataeis) est la mère de Scylla.